# Bléni
Pour l’article ayant un titre homophone, voir Blennie.
Bléni – appelé Gnidan en sénoufo – est une commune rurale située dans le département de Sindo de la province de Kénédougou dans la région des Hauts-Bassins au Burkina Faso.

## Géographie
Bléni se trouve à 13 km linéaire (20 km par la route) à l'est de Sindo. Le village est composé de quatre principaux quartier : Kanguenigué, Kayigniguè, Koulnonhô et Blokayi ; et des lieux-dits de brousse : Sifon, Doni, Sôriguè, Signèrè et Gangwa. Bléni possède sept marigots que sont Wonou, Taaga, Wonibô, Gannigon, Kordjôgô, Ganssissiré et Legoné.
Les cinq principales ethnies à Bléni sont les Sénoufos, les Bolons, les Kados, les Mossis et les Samoghos.

## Administration
Dépendant sur le plan administratif du maire de Sindo (où le village a deux conseillers administratifs) dans ses rapports à l'État et pour l'organisation des services publics, Bléni répond également à une chefferie traditionnelle tenue par le chef coutumier (Koulfo) – un Bolon issu de la famille Sanogo – qui assure le respect et l'adoration des lieux sacrés et le chef du village (Kanhafolo) – issu de la famille Traoré – qui l'administre localement. Les chefferies sont transmises de manière patrilinéaire au sein des familles et passe à l'homme le plus âgé dans la grande famille paternelle de l'ancien chef à sa mort ; la généalogie du chef coutumier est : Goughoro, Tangogo, Kanse, Wodjemsé, Fagnougo, Nadô, Founeregue, Nagounanou, Fatozanga, Sambi, Yifo, Yifo Nazé, Tiekounouzana, Titanga, Tiezanga, Sambi et Moussa Sanogo.

## Économie
L'économie de la commune repose sur l'agriculture de subsistance (mil, maïs, sorgho, haricot, arachides, patates, soja et riz) ainsi que sur la culture de rente du coton depuis 1960. Bléni a huit Groupements de producteurs de coton (les GPCs Kanigué, Koulnogo, Tiéwouleni, Bolon, Balébougou, Issabougou, Kadja Koulé, Kapissegué) dans le village ainsi que quatre associations de culture (Koulfié Kazana, Dan Iyèrèrla, Soukonzana et Samazana) et une association de femmes. L'élevage (bœufs, chèvres, moutons, volailles) est aussi pratiqué.
Le village tient depuis 1999 un marché hebdomadaire fréquenté par les marchands et les chalands de Sindo, Lérasso, Sénasso, Zoumahiri, Sokoro, Kongolikoro, Korkorla, Sana et Fankara.

## Santé et éducation
Bléni accueille un centre de santé et de promotion sociale (CSPS) ainsi qu'un dépôt pharmaceutique, financés par la mission catholique et la population. Il y a deux forages dans le village (l'un au dispensaire réalisé en 2000 et l'autre à l'école depuis 2001), tous deux financés par l'État.
La commune ne possède pas de centre d'alphabétisation mais accueille une école primaire de trois classes ouverte en 1997. Les études secondaires doivent se faire au collège de Sindo.

## Culture
À Bléni existent deux groupes traditionnels de balafon dans les quartiers Dagniguè et Koulmonhon, ainsi qu'un groupe de « sitianhanki » joués par les femmes et un groupe de grand tam-tam « korigué ».
Parmi les interdits du village, les habitants de Bléni ne peuvent pas se marier avec ceux de Témétémesso ou ceux de Sougouma en raison d'une ancienne guerre au Kénédougou lors de laquelle des enfants de Bléni nés de femmes issues de ces deux villages avaient trahi des secrets de Bléni.

## Religion
Historiquement de religion traditionnelle reposant sur le fétichisme, Bléni continue à le pratiquer avec l'adoration de trois grands fétiches que sont : le « Zèdè » originaire de Bougoula au Mali, le « Yinankadjougou » originaire de Bankorosso et le « Gnan » originaire de Zékan.
Les monothéismes sont représentés par le catholicisme dont le lieu de culte est actuellement en ruine, et l'islam sunnite qui possède une mosquée au centre du village.